# Metric
Metric ist eine kanadische Rockband. Sie wurde 1998 in New York (USA) gegründet.

## Bandgeschichte
Die Band war zunächst ein Projekt der Sängerin Emily Haines und des Gitarristen James Shaw, die 1998 in New York City lebten und dort gemeinsam an Synthie-lastiger Musik arbeiteten. Zwischen 1999 und 2001 nahmen sie das als Debütalbum gedachte Grow Up and Blow Away auf, das auf Restless Records erscheinen sollte. Nachdem Restless von Rykodisc aufgekauft worden war, wurde das Album allerdings auf Eis gelegt. 2001 stießen die beiden US-Amerikaner Josh Winstead (Bass) und Joules Scott-Key (Schlagzeug) zur Band und komplettierten die Formation.
2003 wurde das erste Metric-Album in Los Angeles aufgenommen und auf einem kanadischen Independent-Label veröffentlicht. Das Old World Underground, Where Are You Now? betitelte Werk wurde von Michael Andrews produziert und für einen Juno Award in der Kategorie Best Alternative Album nominiert. 2005 folgte das Album Live It Out. Nach der auf die Veröffentlichung folgenden Tour, bei der die Gruppe unter anderem als Vorband für die Rolling Stones bei deren Konzerten im Madison Square Garden fungierte, folgte eine längere Auszeit, in der die Mitglieder anderweitig aktiv waren. So nahm Emily Haines ein Solo-Album auf, an dem sich auch James Shaw beteiligte. Scott-Key und Winstead nahmen gemeinsam als Bang Lime ein Album auf, das von Last Gang Records veröffentlicht wurde. Shaw baute gemeinsam mit dem damals noch bei Death from Above 1979 aktiven Sebastien Grainger das Aufnahmestudio Giant auf, in dem das 2009 veröffentlichte nächste Album der Band, Fantasies, aufgenommen wurde.
Mit Fantasies platzierten sich Metric in den Top-10 der kanadischen Albumcharts und erreichten Platz 76 in den Billboard 200.
Im Juni 2010 erschien auf dem Soundtrack zum dritten Teil der Twilight-Saga Eclipse der Song Eclipse (All Yours).
Am 12. Juni 2012 erschien das Metric-Album Synthetica und im September 2015 das Album „Pagans in Vegas“.

## Diskografie

### Alben
- 2003: Old World Underground, Where Are You Now? (CA: Gold)
- 2005: Live It Out (CA: Platin)
- 2007: Grow Up and Blow Away
- 2009: Fantasies
- 2011: Fantasies Flashbacks
- 2012: Cosmopolis
- 2012: Synthetica
- 2015: Pagans in Vegas
- 2018: Art of Doubt
- 2022: Formentera
- 2023: Formentera II

### EPs
- 1998: Mainstream EP
- 2001: Static Anonymity EP
- 2007: Live at Metropolis
- 2009: Plug In, Plug Out

### Singles
- 2001: Grow Up and Blow Away
- 2001: Raw Sugar
- 2004: Combat Baby
- 2004: Succexy
- 2004: Dead Disco
- 2006: Monster Hospital
- 2006: Poster of a Girl
- 2006: Handshakes
- 2007: Empty
- 2008: Help I’m Alive
- 2009: Front Row
- 2009: Gimme Sympathy
- 2009: Sick Muse
- 2009: Gold Guns Girls
- 2010: Stadium Love
- 2010: Eclipse (All Yours)
- 2010: Black Sheep (UK: Silber)
- 2012: Youth Without Youth
- 2012: Breathing Underwater (CA: Platin)
- 2022: All Comes Crashing
- 2022: Doomscroller
- 2022: What Feels Like Eternity